# هنريك فيسكر
هنريك فيسكر (مواليد 10 أغسطس 1963) هو مصمم سيارات ورجل أعمال أمريكي-دنماركي.